# Awiśesza
Awiśesza (trl. aviśeṣa „wspólność nie bez reszty”) – nieostateczny (w przeciwieństwie do wiśeszy), pośredni pierwiastek rzeczywistości w systemach filozoficznych jogi, sankhji i wedanty.
Jogabhaszja (2.19) wskazuje następujące sześć awiśeszy:
- pięć tanmatr
- asmita (stan świadomości jestem)